# Adam Adrian Ostanek
Adam Adrian Ostanek (ur. w 1983) – polski historyk, doktor habilitowany, profesor Wojskowej Akademii Technicznej. Specjalizuje się w historii najnowszej Polski oraz historii wojskowości.

## Życiorys
Absolwent Liceum Ogólnokształcącego im. Tadeusza Kościuszki w Sobolewie. Studia magisterskie z historii ukończył na Wydziale Humanistycznym Akademii Podlaskiej w Siedlcach. Doktorat uzyskał na Wydziale Humanistycznym Uniwersytetu Przyrodniczo-Humanistycznego w Siedlcach 18 kwietnia 2012 r. na podstawie rozprawy pt. Okręg Korpusu nr VI w latach 1921–1939. Habilitację uzyskał 30 października 2019 r. na Wydziale Humanistycznym Uniwersytetu Humanistyczno-Przyrodniczego im. Jana Długosza w Częstochowie na podstawie publikacji W służbie Ojczyźnie. Wojsko Polskie w systemie bezpieczeństwa województw południowo-wschodnich II Rzeczypospolitej (1921–1939).
Po ukończeniu studiów pracował jako nauczyciel historii i wiedzy o społeczeństwie w szkołach podstawowych i średnich w Siedlcach. Od roku akademickiego 2009/2010 związany z Wydziałem Cybernetyki Wojskowej Akademii Technicznej, gdzie w latach 2015–2019 zajmował stanowisko adiunkta. Od października 2019 r. zatrudniony na stanowisku profesora uczelni w Wydziale Bezpieczeństwa, Logistyki i Zarządzania Wojskowej Akademii Technicznej, gdzie zasiada także w Radzie Dyscypliny Naukowej "Nauki o Bezpieczeństwie". W latach 2019–2020 kierował Pracownią Historii i Wychowania, a w latach 2020–2024 zajmował stanowisko zastępcy dyrektora ds. naukowych Instytutu Organizacji i Zarządzania. Od 2024 r. zasiada w Senacie Wojskowej Akademii Technicznej. Stypendysta Polonia Aid Foundation Trust w Londynie (2013) i Fundacji z Brzezia Lanckorońskich (2022). Od 2023 r. prezes Stowarzyszenia Historyków Wojskowości, w latach 2017–2023 pełnił funkcję sekretarza tej organizacji. Jest ponadto członkiem nadzwyczajnym Światowego Związku Żołnierzy Armii Krajowej oraz członkiem Ogólnopolskiego Oddziału Kołomyjan „Pokucie”. 
W swoich badaniach naukowych podejmuje tematykę dotyczącą dziejów Wojska Polskiego i Policji Państwowej w Małopolsce Wschodniej w okresie II Rzeczypospolitej. Ponadto zajmuje się także zagadnieniami dotyczącymi stosunków polsko-ukraińskich w południowo-wschodnich województwach II Rzeczypospolitej oraz sprawami związanymi z bezpieczeństwem wewnętrznym Polski w dwudziestoleciu międzywojennym.

## Odznaczenia i wyróżnienia
- Medal Stowarzyszenia Historyków Wojskowości „Historia-Militaris-Polonica. Za Zasługi w Rozwoju Historii Wojskowości w Polsce” – 2012[14]
- Brązowy Medal „Za zasługi dla obronności kraju” – 2020[15]
- Brązowy Krzyż Zasługi – 2021[16][17]
- Brązowy Medal "Siły Zbrojne w Służbie Ojczyzny" – 2023[18]
- Złota Odznaka Towarzystwa Miłośników Lwowa i Kresów Południowo-Wschodnich – 2023[19]
- Medal Światowego Związku Żołnierzy Armii Krajowej "Wierni Akowskiej Przysiędze" – 2024[20]

## Ważniejsze publikacje
- VI Lwowski Okręg Korpusu w dziejach wojskowości polskiej w latach 1921–1939, Warszawa 2013.
- Wydarzenia 1930 roku w Małopolsce Wschodniej a bezpieczeństwo II Rzeczypospolitej, Warszawa 2017.
- Sabotaże nacjonalistów ukraińskich oraz akcja represyjna władz polskich w Małopolsce Wschodniej w 1930 roku w świetle dokumentów, Warszawa 2018.
- Wojsko Polskie a sytuacja wewnętrzna Małopolski Wschodniej. Działalność Rejonów Bezpieczeństwa 5., 11. i 12. Dywizji Piechoty w latach 1924–1925, Warszawa 2018. (wspólnie z: Maciej Franz, Mariusz Kardas)
- W służbie Ojczyźnie. Wojsko Polskie w systemie bezpieczeństwa województw południowo-wschodnich II Rzeczypospolitej (1921–1939), Warszawa 2019.
- "Orzeł czy Rzeszka?" Nastroje społeczne mieszkańców województwa tarnopolskiego wobec zagrożenia wojennego i wojny 1939 roku w świetle dokumentów, Warszawa 2024. (wspólnie z: Paweł Pulik)